# اس‌اس هنسا (۱۸۹۹)
اس‌اس هنسا (۱۸۹۹) (به انگلیسی: SS Hansa (1899)) یک زیردریایی بود که طول آن ۴۷٫۹ متر (۱۵۷ فوت) بود. این زیردریایی در سال ۱۸۹۹ ساخته شد.